# Newchapel
Newchapel eller Thursfield är en ort i civil parish Kidsgrove, i distriktet Newcastle-under-Lyme, i grevskapet Staffordshire i England. Newchapel var en civil parish 1894–1974 när blev den en del av Kidsgrove. Civil parish hade 4 135 invånare år 1951.